# Cryptoflata sobrina
Cryptoflata sobrina är en insektsart som först beskrevs av Stsl 1855.  Cryptoflata sobrina ingår i släktet Cryptoflata och familjen Flatidae. Inga underarter finns listade i Catalogue of Life.